# Nazareth, Jalisco
Nazareth är en ort i Mexiko.   Den ligger i kommunen Jesús María och delstaten Jalisco, i den centrala delen av landet, 300 km väster om huvudstaden Mexico City. Nazareth ligger 2 052 meter över havet och antalet invånare är 197.
Terrängen runt Nazareth är lite kuperad. Runt Nazareth är det ganska glesbefolkat, med 45 invånare per kvadratkilometer. Närmaste större samhälle är Degollado, 16,2 km sydväst om Nazareth. I omgivningarna runt Nazareth växer huvudsakligen savannskog.